# Die Kathedrale (Computerspiel)
Die Kathedrale ist ein Textadventure mit Grafiken des deutschen Entwicklungsstudios Weltenschmiede, das 1991 von Software 2000 für den Heimcomputer Commodore Amiga und DOS-PCs veröffentlicht wurde.

## Handlung
Der Spieler nimmt anlässlich der 850-Jahr-Feier der im Rheinland gelegenen, fiktiven Stadt Schönau an einer Führung durch die dortige St.-Pauls-Kathedrale teil, als er auf seine ehemalige Schulfreundin Dani stößt, die ebenfalls die Kathedrale besichtigt. Die beiden vergessen die Zeit und werden nach Ende der Besichtigungszeit in dem im 15. Jahrhundert erbauten Gebäude eingeschlossen. Beim Erkunden der Kathedrale stoßen sie auf ein Bündel Briefe aus dem 15. Jahrhundert, die darauf hindeuten, dass Victor Paz, der Erbauer der Kathedrale, 15 tödliche Fallen in sein Werk integriert hat, um sich an der katholischen Kirche im Allgemeinen und am damaligen Bischof Sebastian von Altenburg im Besonderen für die Ermordung eines seiner Verwandten im Rahmen der Inquisition zu rächen – es stellt sich heraus, dass Paz ein Halbbruder von Jan Hus ist. Je fünf Fallen sollten in drei bestimmten Jahren ausgelöst werden. Der Spieler muss die 15 Fallen beseitigen und dazu in der Zeit zurückreisen; neben 1992 sind auch 1881 und 1437 Jahre, die Paz für seine Rache auserkoren hat. Im Jahr 1992 steht dem Spieler Dani zur Seite, 1881 der Butler Jasper und 1437 der Mönch Daniel.

## Spielprinzip und Technik
Die Kathedrale ist ein Textadventure, das heißt, Umgebung und Geschehnisse werden als Bildschirmtext ausgegeben und die Visualisierung obliegt zum größten Teil der Fantasie des Spielers. Im Gegensatz zu klassischen Textadventures, die über keinerlei grafische Ausschmückung verfügen, wartet Die Kathedrale mit einem Bild der jeweiligen Umgebung sowie einem Point-and-Click-Interface auf, mit dem sich einfache Kommandos mit der Maus erstellen lassen. Für die Referenzierung von Objekten muss aber auf Tastatureingaben zurückgegriffen werden, die von einem Parser verarbeitet werden. Das Spiel verfügt über ein Zeitlimit; nach einer bestimmten Anzahl Zügen schlagen die Fallen des jeweiligen Zeitalters zu, was das Spiel beendet.

## Produktionsnotizen
Die Kathedrale ist das mittlere Spiel in einer Trilogie von Textadventures des Herstellers Weltenschmiede; Das Stundenglas erschien 1990 und Hexuma 1992. Alle drei Adventures behandeln die Themen Zeitreisen bzw. Mehrdimensionalität. Die Kathedrale ist eines von acht Spielen, die der Publisher Software 2000 als "Artventure" betitelte, wodurch auf eine hohe Qualität der so bezeichneten Adventures hingewiesen werden sollte. Der Spielverpackung von Die Kathedrale lagen sogenannte "Feelies" bei, zum Spielgeschehen passende Gegenstände wie fiktive Dokumente oder Gimmicks, die oft einen tieferen Einblick in die Spielwelt erlauben. Im Falle von Die Kathedrale wurden dem Spiel ein Poster, eine Broschüre mit der Geschichte der St.-Pauls-Kathedrale sowie altertümlich anmutende Briefe und Baupläne beigelegt, die im Spiel referenziert wurden und somit einen Kopierschutz darstellten.
1993 veröffentlichte Evers einen Roman zum Spiel, Die Kathedrale. Das Geheimnis einer Rache.

## Rezeption
Seit der Entwicklung der MacVenture-Engine 1985 existierten Adventures, die auf eine grafische Benutzeroberfläche anstelle der Texteingabe setzten, und seit dem Erscheinen von Maniac Mansion 1987 erfreuten sich die Grafikadventures einer hohen Popularität und lösten Textadventures als bis dahin dominierendes Produkt innerhalb des Adventure-Genres ab. Zum Erscheinungszeitpunkt von Die Kathedrale war mit The Secret of Monkey Island bereits ein Spiel auf dem Markt, das bis in die späten 1990er-Jahre hinein einen technischen Standard für die Steuerung in Adventures vorgab. Ein Textadventure hatte im Jahr 1991 mithin einen schweren Stand, das Genre war kommerziell unattraktiv geworden. Inhaltlich gelungene Vertreter wurden in der Fachpresse gleichwohl noch positiv aufgenommen.
Das Fachmagazin Adventure Treff lobte Atmosphäre, Rätsel und Beilagen des Spiels und kritisierte lediglich die schlichte optische Aufmachung. Die PC Joker notierte "spannende Texte" und einen "verständigen Parser", eine "originelle Handlung", "knackige Rätselnüsse" und "opulente Beigaben". Das Magazin merkte das Fehlen von klanglicher Untermalung negativ an. Die ASM zog Parallelen zu älteren Textadventures von Firmen wie Infocom oder Magnetic Scrolls und bezeichnete Die Kathedrale als "anspruchsvolle Adventurekost für Feinschmecker". Boris Schneider-Johne lobte in der Power Play Story und Rätsel, monierte aber logische Fehler im Spielablauf, die er auf eine ungenügende Qualitätskontrolle zurückführte.